# Ciladas

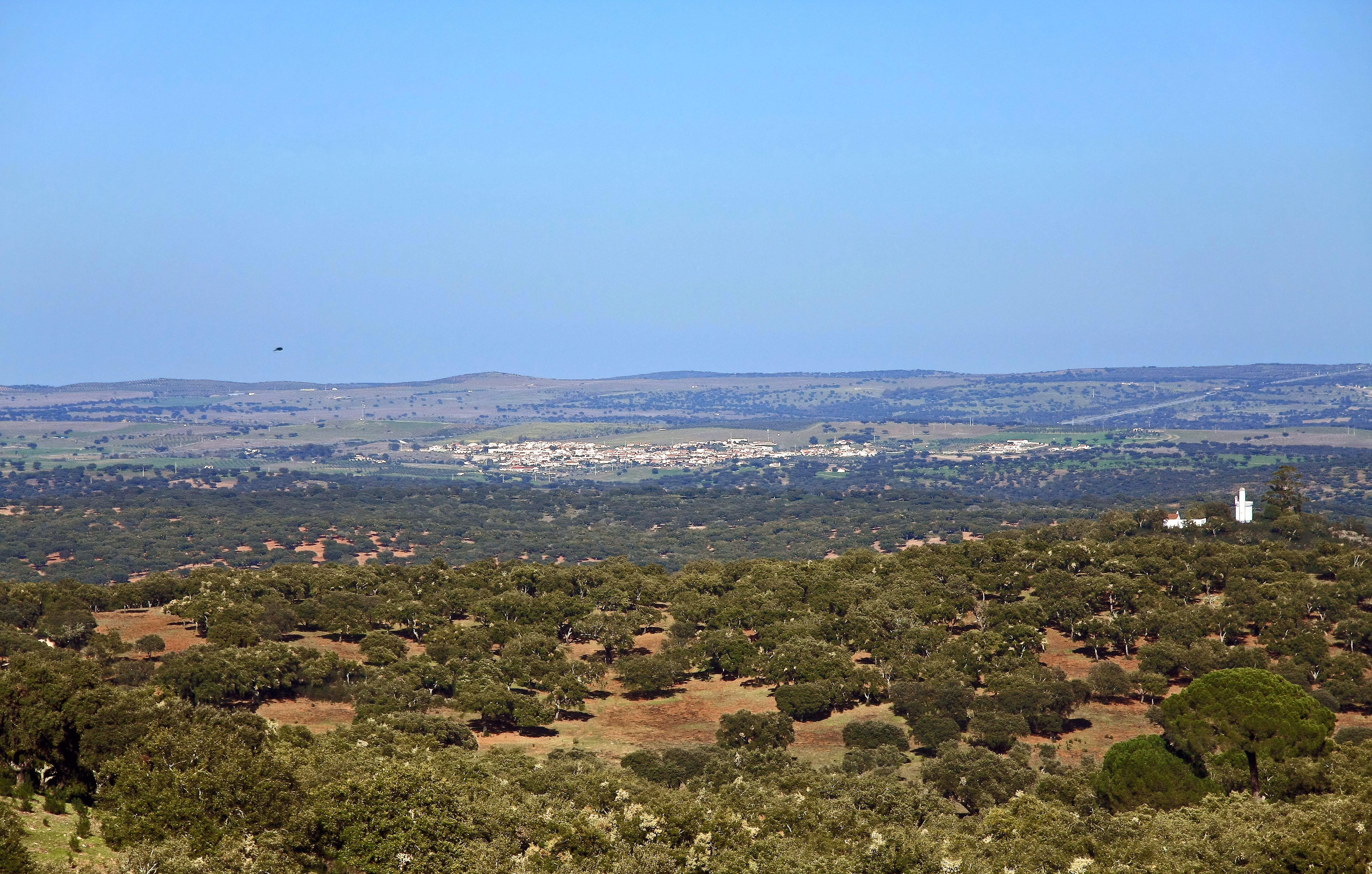
Ciladas, Portugal

Ciladas ist eine Gemeinde (Freguesia) im portugiesischen Kreis Vila Viçosa. In ihr leben 816 Einwohner (Stand 19. April 2021).